# Bandiera dell'orgoglio bisessuale

Bandiera dell'orgoglio bisessuale

La bandiera dell'orgoglio bisessuale (in inglese: Bi pride flag) è nata nel 1998 per rappresentare la comunità bisessuale. È stata creata da Michael Page, che si è ispirato ai colori di BiNet USA, la più vecchia associazione non profit degli Stati Uniti d'America che si occupa di tutela delle persone bisessuali.

## Storia della bandiera

Biangles

Il disegnatore della bandiera, Michael Page, volle dare un proprio simbolo alla comunità bisessuale, paragonabile all'uso di successo della bandiera arcobaleno delle comunità gay e lesbiche, in modo da aumentare la visibilità delle persone bisessuali come un gruppo distinto di persone tra le persone omosessuali e quelle eterosessuali. Altri simboli utilizzati in quel periodo (come il semplice simbolo del triangolo rosa capovolto, sovrapposto al triangolo blu, a formare un terzo triangolo di colore viola) non erano adatti come bandiere o marchi.

## La bandiera
La bandiera è costituita da tre colori diversi: in alto, una striscia rosa (Pantone 226) rappresenta l’attrazione verso lo stesso genere.
In fondo, una striscia blu (Pantone 286) rappresenta l’attrazione verso chi è di un genere differente dal proprio.
Al centro, una striscia viola (Pantone 258); la striscia è un quinto della bandiera e il colore rappresenta l’attrazione verso più generi.
Le dimensioni della bandiera non sono fisse, ma generalmente è 3:2 o 5:3.
L'ILGA ha stabilito che il 23 settembre è la giornata mondiale dell'orgoglio bisessuale.
In Italia non c'è mai stato un "orgoglio bisessuale" poiché all'interno del mondo LGBT tale orientamento, così come gli altri orientamenti sessuali e identità di genere (esempio transgender), non viene emancipato in quanto incluso nel tessuto interno del movimento. Vengono fatti vari incontri sulla bisessualità (solitamente tenuti nella settimana del 23 settembre) per cercare di superare pregiudizi e discriminazioni.